# 880
880 كانت سنة كبيسة تبدأ يوم الجمعة حسب التقويم اليولياني.

## أحداث
- أول من حاول الطيران في العالم بقذف نفسه من برج عالي في الهواء فطار قليلاً ثم سقط صريعاً في مدينة قرطبة الاندلسية هو عباس بن فرناس

## مواليد
- أثيلوارد ، ابن ألفريد الكبير (تاريخ تقريبي)
- أبو بكر بن يحيى الصولي ، شاعر وعالم مسلم
- بياتريس من فيرماندوا ، ملكة الفرنجة (تاريخ تقريبي)
- برنارد الدنماركي ، نبيل فايكنج (تاريخ تقريبي)
- فوجيوارا نو تاداهيرا ، رجل دولة ياباني ووصي
- جاجيك الأول من فاسبوراكان ، ملك أرميني (تاريخ تقريبي)
- هيو من آرل ، ملك إيطاليا وبورغوندي السفلى
- هيويل أب كاديل ، ملك ديهيوبارث (تاريخ تقريبي)
- لامبرت الثاني ، الحاكم المشارك وملك إيطاليا (تاريخ تقريبي)
- لويس الكفيف ، ملك الفرنجة وإمبراطور الإمبراطورية الرومانية المقدسة
- رودولف الثاني ، ملك بورغوندي وإمبراطور الإمبراطورية الرومانية المقدسة

## وفيات
- برونو ، دوق ساكسونيا
- كارلومان بافاريا ، ملك الفرنجة
- أنسغارد من بورغوندي ، ملكة الفرنجة
- أريوارا نو ناريهيرا ، شاعر واكا ياباني
- غايفر من ساليرنو ، أمير لومباردي
- هيو ساكسونيا ، الابن غير الشرعي للويس الأصغر
- فاطمة الفهري , مؤسس الجامعة العربية
- لامبرت الأول ، دوق سبوليتو (تاريخ تقريبي)
- لوثار الأول ، نبيل فرنجي